# Tricholoma acerbum
Tricholoma acerbum (Pierre Bulliard, 1792 ex Lucien Quélet, 1872) din încrengătura Basidiomycota, în familia Tricholomataceae și de genul Tricholoma este o specie de ciuperci necomestibile care coabitează, fiind un simbiont micoriza, formând prin urmare micorize pe rădăcinile arborilor. O denumire populară nu este cunoscută. Buretele, devenit foarte rar, trăiește în România, Basarabia și Bucovina de Nord, izolat sau în grupuri cu numai puține exemplare, în păduri de foioase și mixte mai călduroase sub fagi și stejari, preferând un sol evident calcaros, dar cel puțin bogat în baze. Cu toate acestea, acceptă și soluri superficial ușor acide. Timpul apariției este din (iulie) august până în octombrie.

## Taxonomie

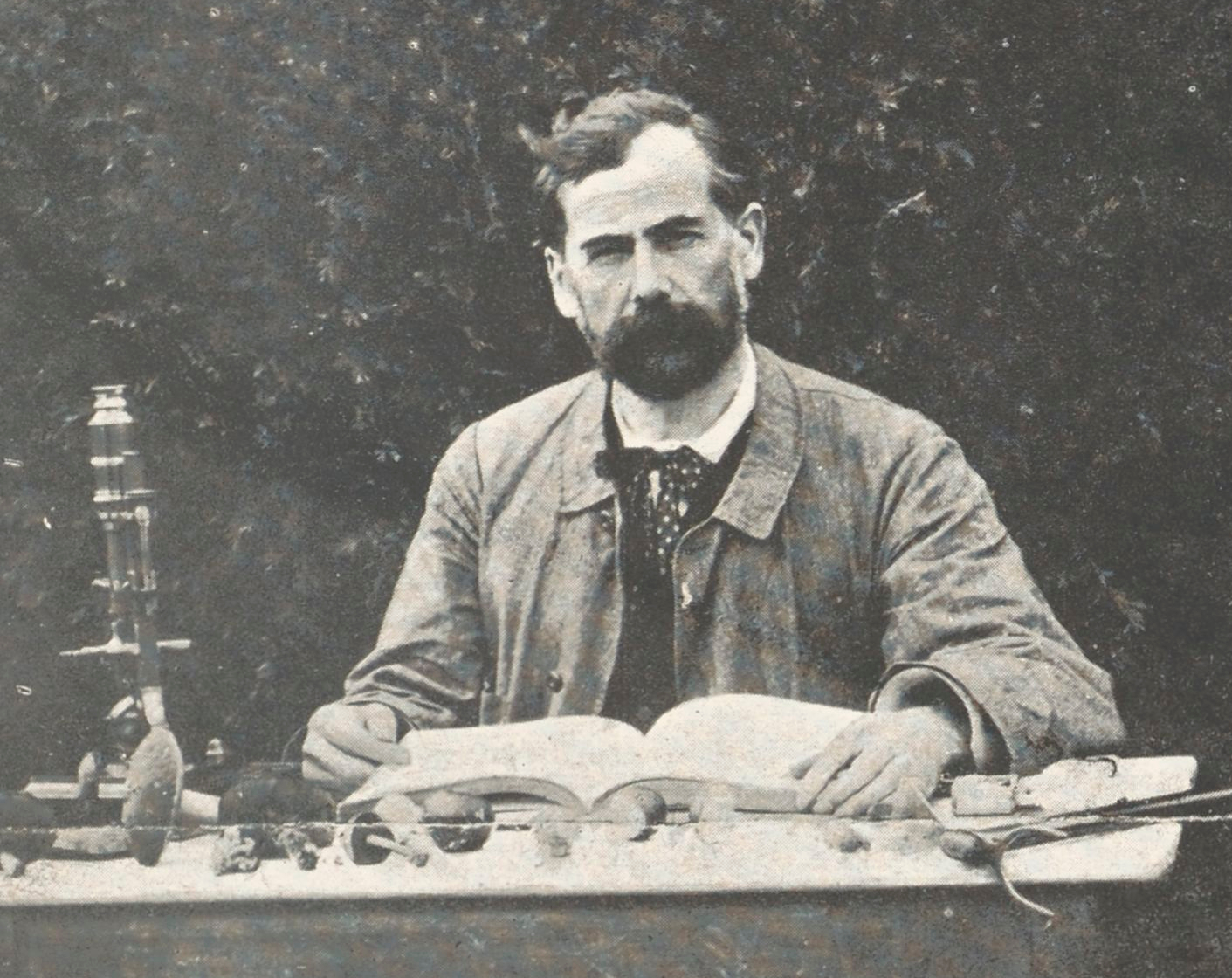
Lucien Quélet

Numele binomial a fost de terminat drept Agaricus acerbus de micologul francez Pierre Bulliard în volumul 12 al marii sale opere Herbier de la France ou, Collection complette des plantes indigenes de ce royaume din 1792.
Apoi, în 1872, compatriotul său Lucien Quélet a transferat specia corect la genul Tricholoma sub păstrarea epitetului, de verificat în volumul 5 al Mémoires de la Société d’Émulation de Montbéliard, fiind taxonul acceptat nume curent în prezent (2020).
Toate celelalte denumiri sunt acceptate sinonim, dar nu sunt folosite.
Epitetul este derivat din cuvântul latin (latină acerbus= acru, amar), din cauza gustului neplăcut.

## Descriere

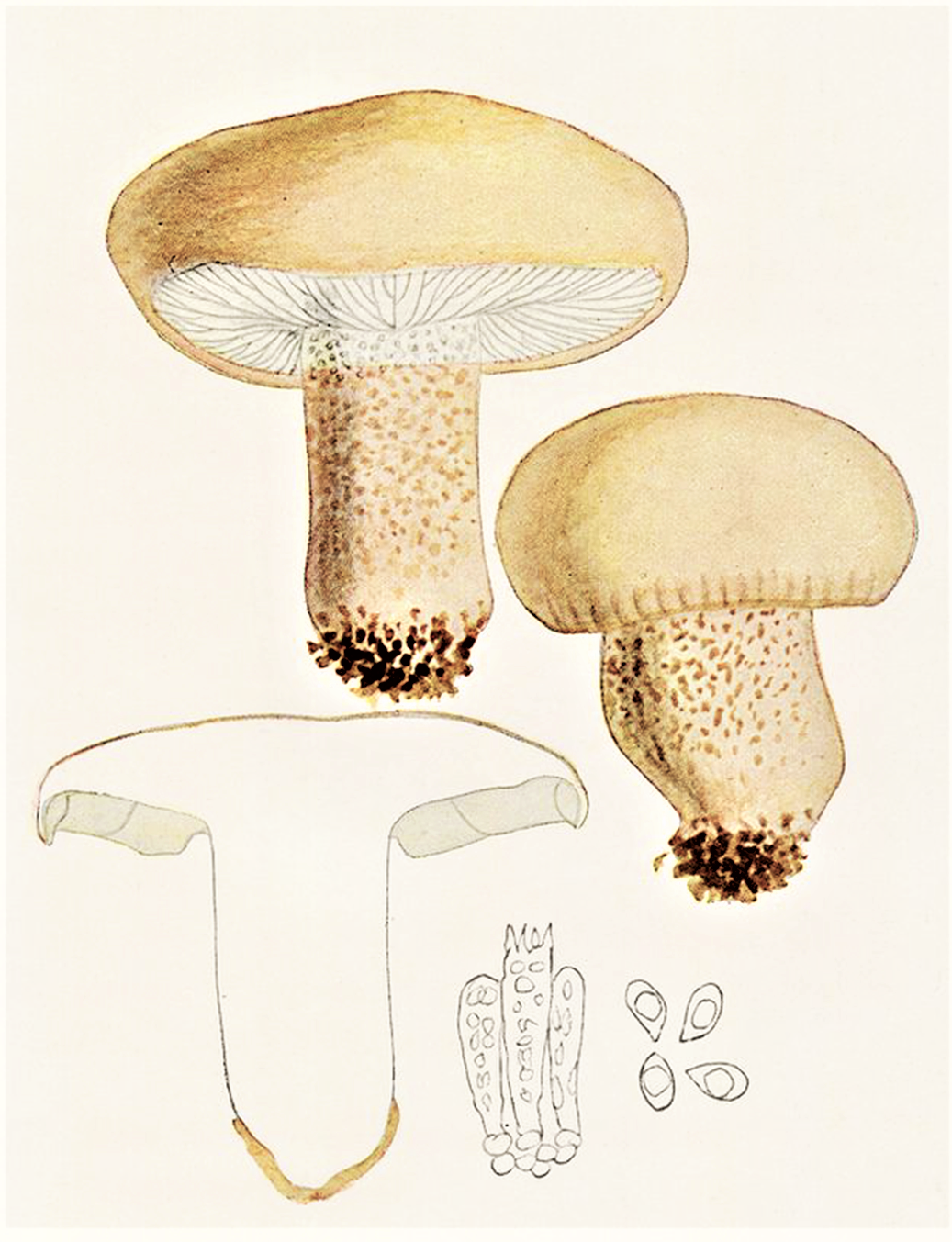
Bres.: Tricholoma acerbum

- Pălăria: are un diametru de 7-12 (15) cm, fiind cărnoasă și robustă, în tinerețe semisferică până conică, apoi neregulat aplatizată sau în formă de pernă plată, fără gurgui, la bătrânețe adâncită clar în centru, nu rar în formă de pâlnie, și adesea cu unele crăpături verticale nu prea adânci la margine care este canelată și crenată, pentru mult timp răsfrântă spre interior, apoi întinsă. Cuticula uscată și mătăsoasă are sub lupă un aspect fin pâslos. Coloritul, în tinerețe albicios sau ca de chit, schimbă cu avansarea în vârstă la bej-ocru palid, galben-maroniu până la mai închis brun-ocru, prezentând uneori pete roz-maronii.
- Lamelele: ușor de separat de pălărie sunt nu prea late, îndesate, intercalate și bifurcate, aderate mai slab bombat la picior (numit: șanț de castel) cu muchii ocazional zimțate, fiind inițial albicioase, apoi crem-albicioase până gălbuie, căpătând la bătrânețe adesea pete maronii. Se decolorează după apăsare ruginiu.
- Piciorul: cu o lungime de 3 la 8 cm de obicei mai scurt decât pălăria și o lățime de 2 până 3 cm, este ferm, plin pe dinăuntru, cu aspect slab fibros longitudinal sau fin solzos cu nuanțe brune, dar flocos-granulat spre vârf, fiind mai mult sau mai puțin cilindric, ascuțit la bază precum fără inel. Coloritul cojii poate fi albicios, crem-albicios până palid ocru.
- Carnea: compactă, destul de masivă, ceva sfărâmicioasă și niciodată higrofană este crem-albicioasă, având un miros imperceptibil, dar un gust amar (la exemplare tinere mai puțin pronunțat) și rezidual  arzător.[3][4]
- Caracteristici microscopice: are spori, netezi, slab elipsoidali până ovoidali, apiculați spre vârf, cu o picătură mare, uleioasă în mijloc, hialini (translucizi) și neamiloizi (nu se decolorează cu reactivi de iod), având o mărime de 5-7 x 4-5 microni. Pulberea lor este albă. Basidiile clavate cu 4 sterigme fiecare măsoară 25-30 x 5-7 microni. Cistidele celule de obicei izbitoare și sterile care pot apărea între basidii și himen, stratul fructifer) sunt mai scurte, cu vârfuri rotunjite și pediculate.[8] Hifele cuticulei sunt de aceiași lungime, bruni și cu un înveliș vâscos.[3]
- Reacții chimice: carnea se decolorează cu acid sulfuric roz, cu anilină din fenol încet gălbui și cu hidroxid de potasiu galben crem, dar cuticula, mai întâi galben, apoi brun.[9][10]

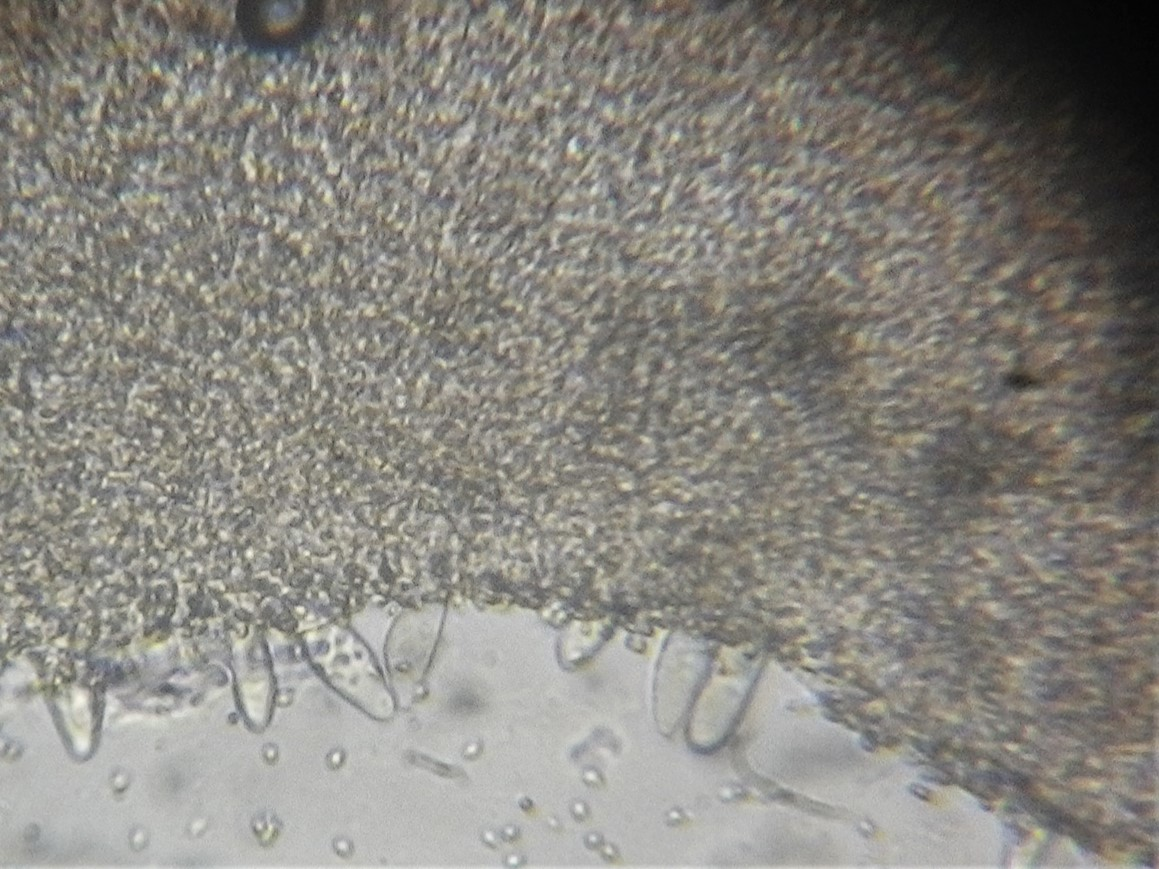
T. acerbum, spori
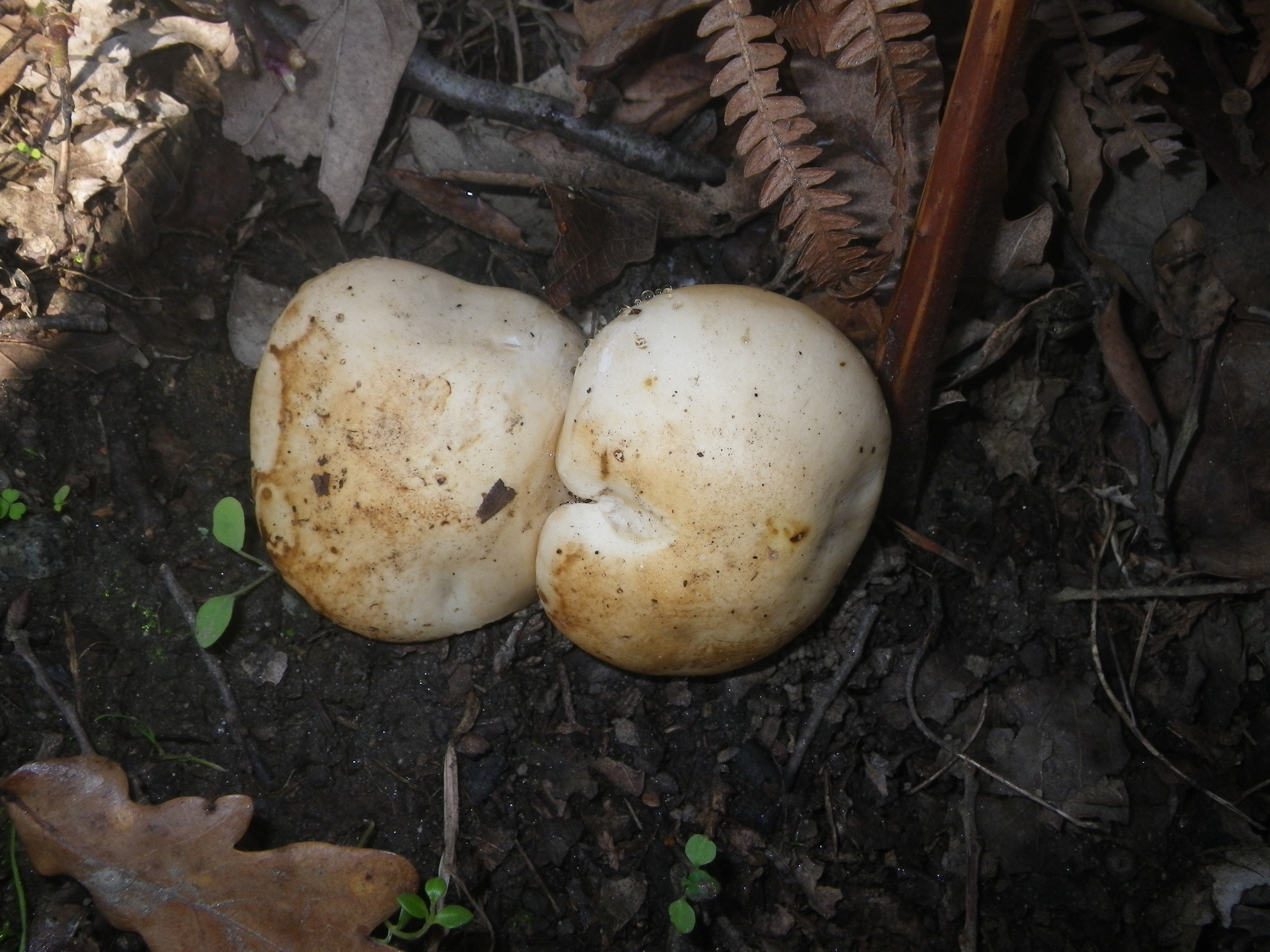
T. acerbum tinere, suprafață
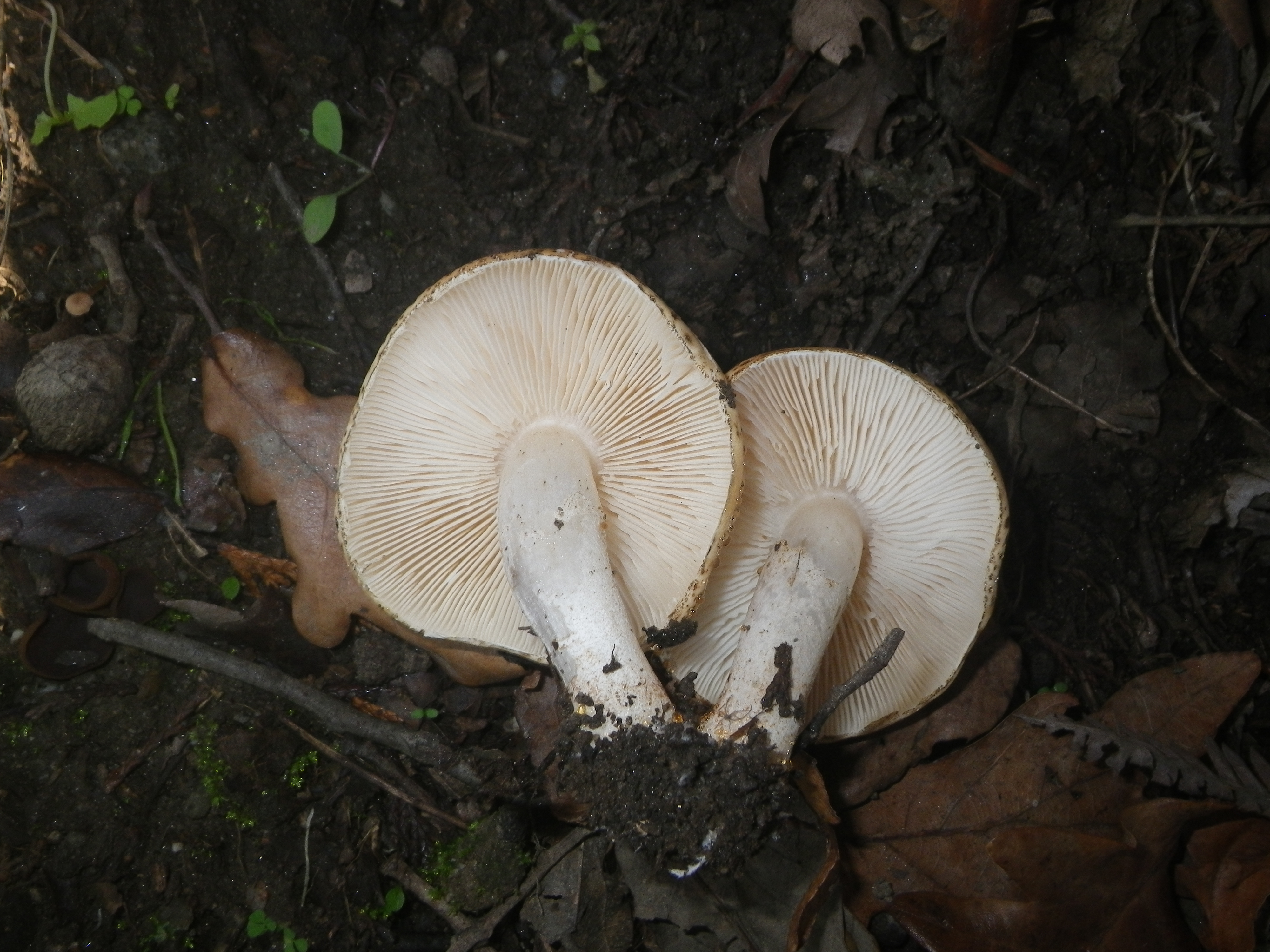
T. acerbum, lamele și picior
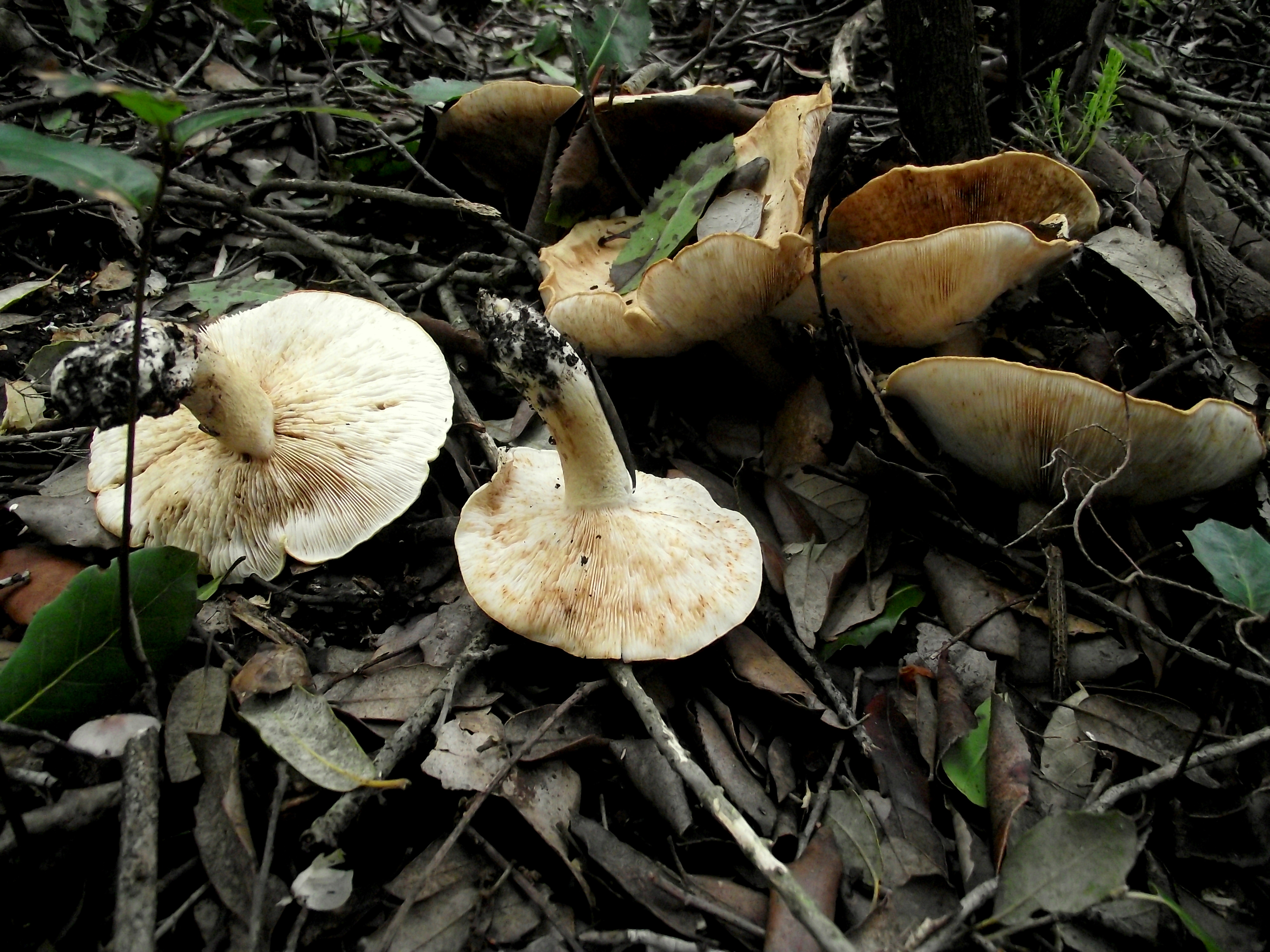
T. acerbum bătrâne, lamele și picior

## Confuzii
Ciuperca poate fi confundată cu de exemplu: Tricholoma albobrunneum sin. Tricholoma striatum (otrăvitor), Tricholoma album (necomestibil), Tricholoma apium (comestibil, se dezvoltă în păduri de conifere sub molizi și pini, miros de țelină sau Maggi, gust blând), Tricholoma fulvum (necomestibil, pălărie brun-gălbuie până brun roșiatică, lamele pal gălbuie care devin la bătrânețe ruginii, miros de făină, gust amărui-făinos), Tricholoma batschii (otrăvitor, foarte amar), Tricholoma cingulatum (comestibil), Tricholoma imbricatum (comestibil, dar de calitate inferioară, trăiește în păduri de conifere preferat sub pini, suprafață maronie, solzos-fibroasă, cu miros imperceptibil, și gust blând până amar), Tricholoma inamoenum (necomestibil), Tricholoma lascivum (necomestibil), Tricholoma pardinum sin. Tricholoma tigrinum (otrăvitor), Tricholoma populinum (comestibil), Tricholoma portentosum (comestibil, savuros), se dezvoltă preponderent sub molizi și pini, respectiv sub plopi tremurători și mesteceni, miros de pepeni, castraveți, ușor de faină și gust blând, ceva făinos, după mestecare ca de pepene sau de stridie), Tricholoma roseoacerbum (otrăvitor, trăiește în păduri de conifere preferat sub brazi, miros imperceptibil, gust amar și iute), Tricholoma saponaceum (necomestibil), Tricholoma ustale (slab otrăvitor), Tricholoma ustaloides (necomestibil, se dezvoltă în păduri de conifere pe lângă pini pe sol nisipos, miros făinos, gust destul de amar), dar și cu Entoloma prunuloides (necomestibil), sau chiar cu letalul Paxillus involutus.

## Specii asemănătoare în imagini

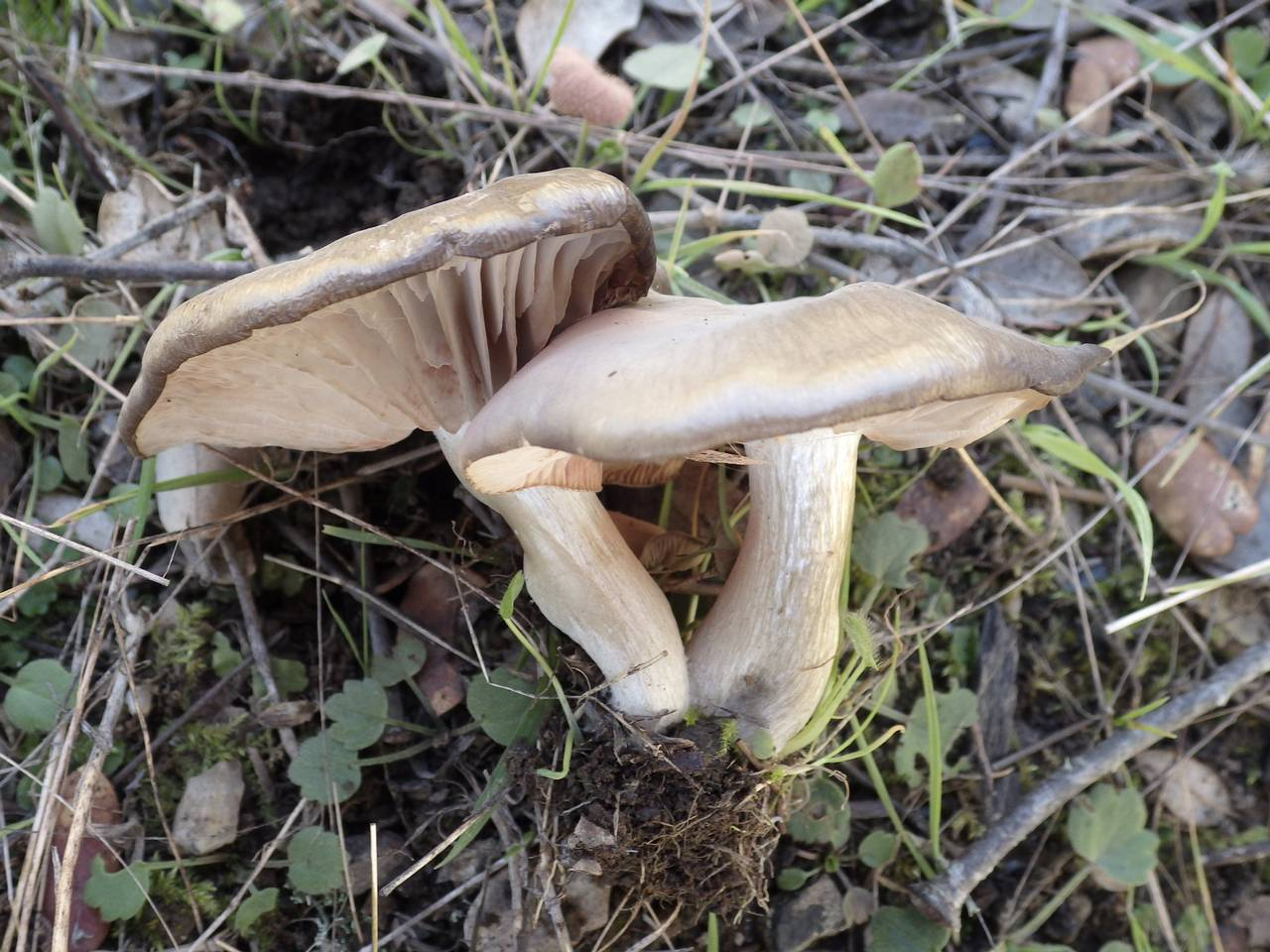
!Entoloma prunuloides!
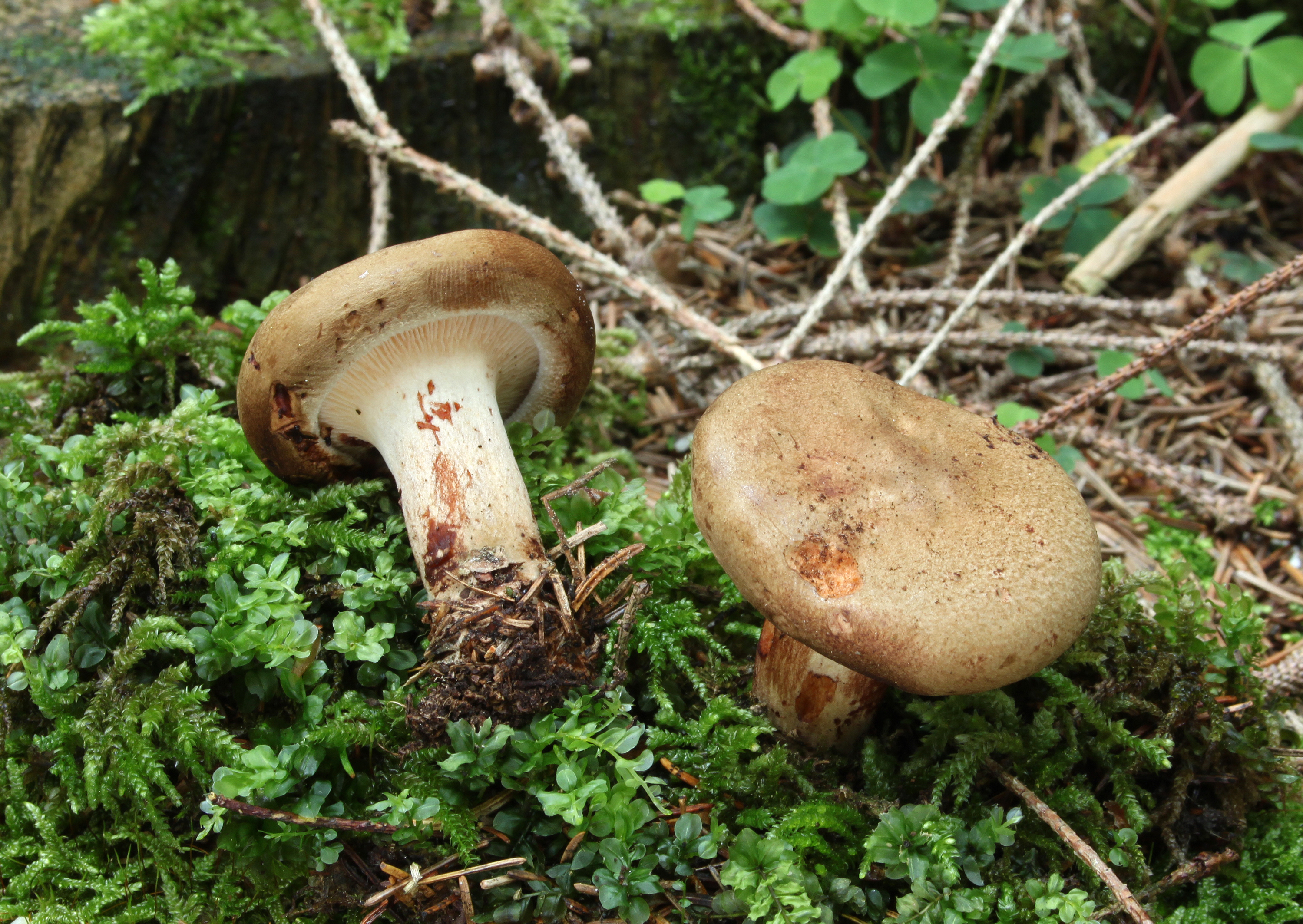
!!!Paxillus-involutus!!!
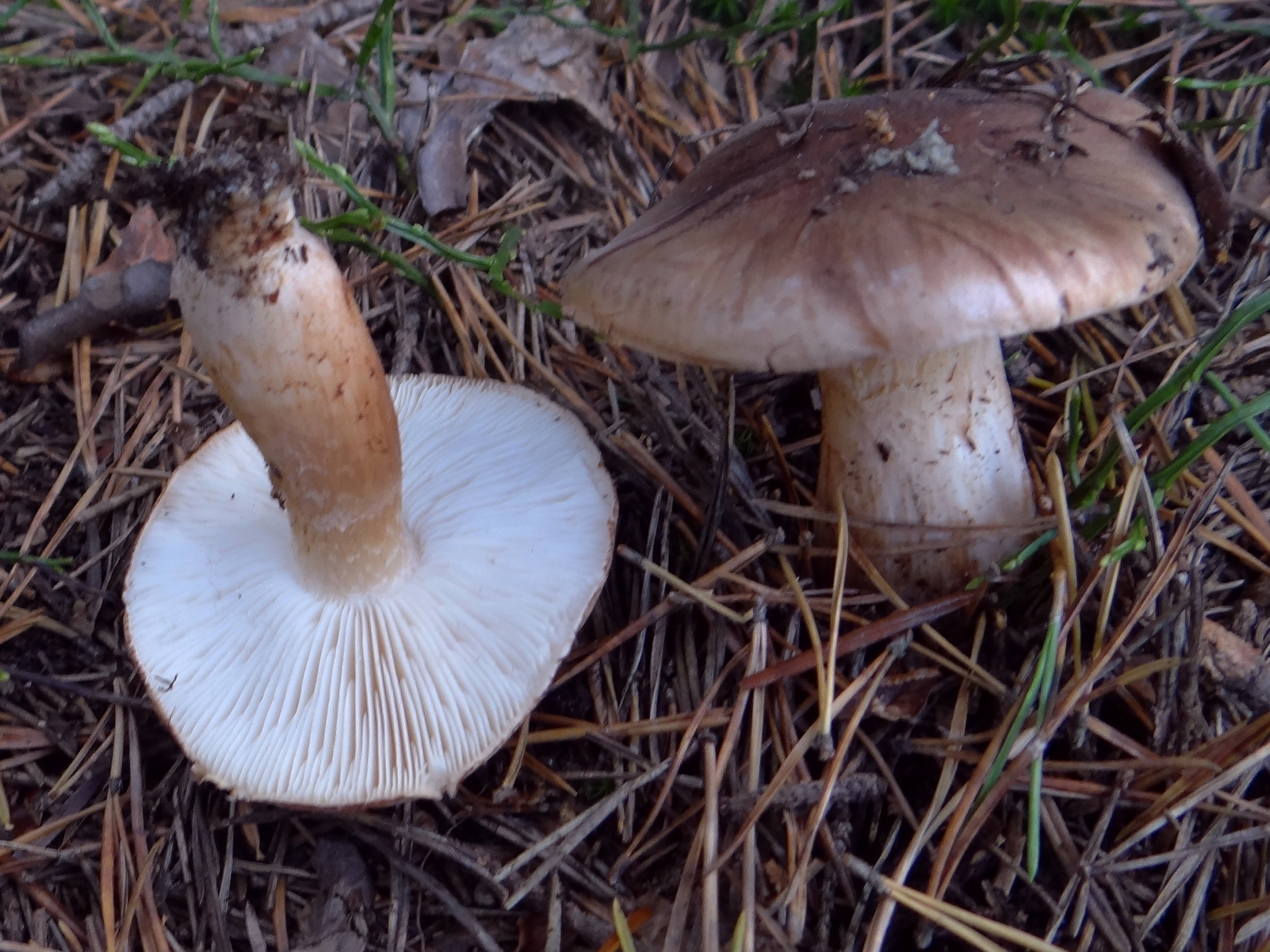
!Tricholoma albobrunneum sin. Tricholoma striatum!
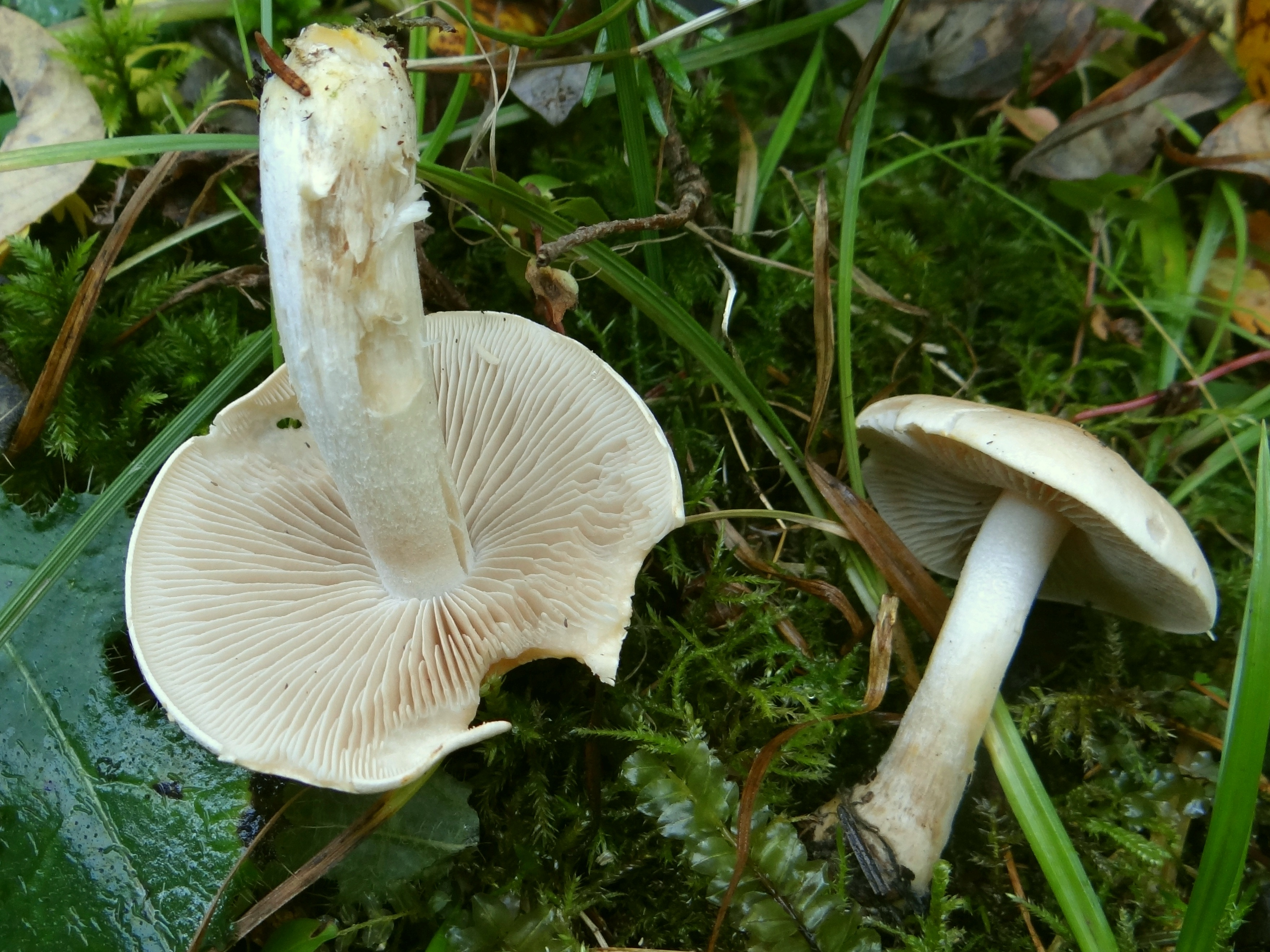
!Tricholoma album!
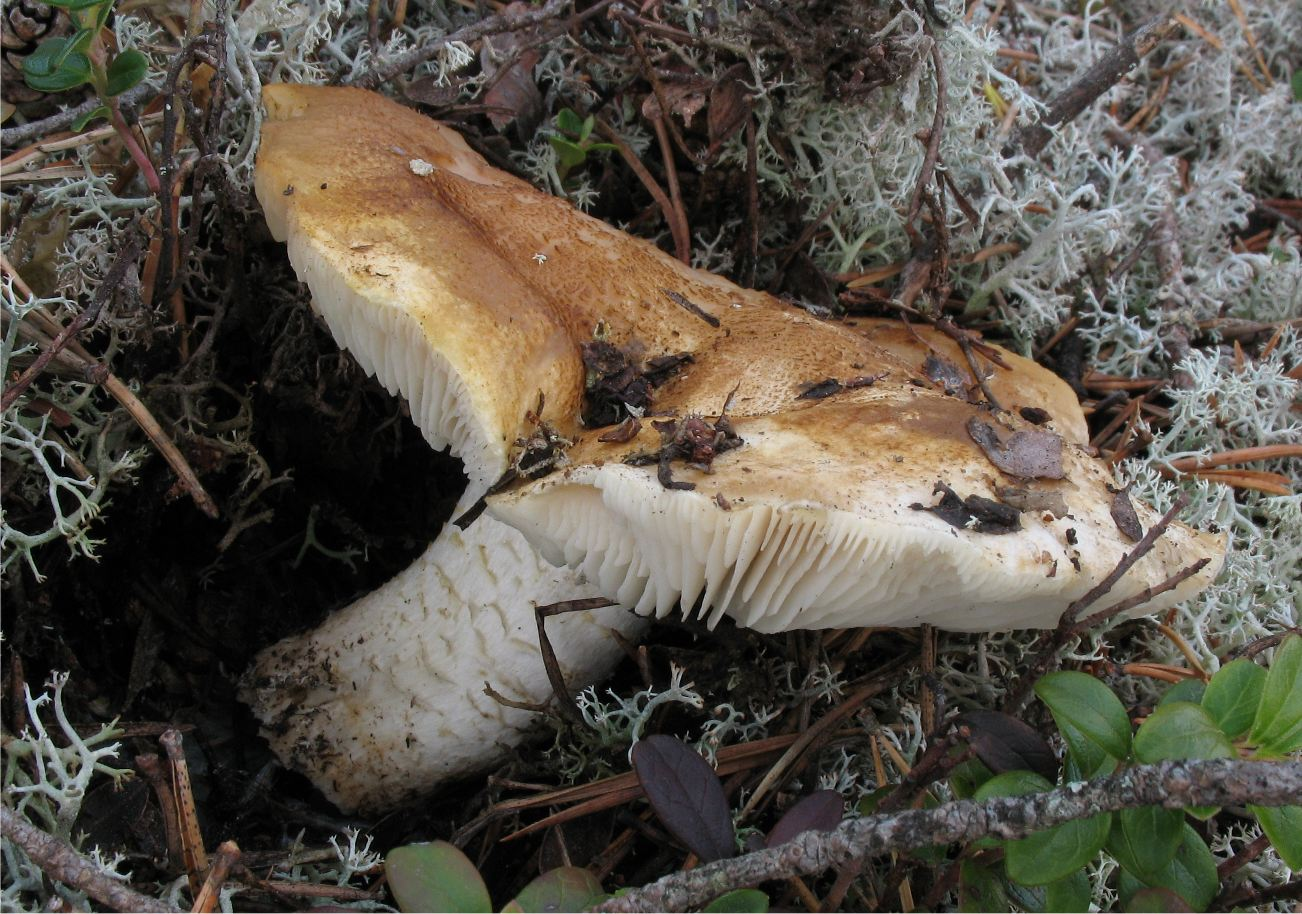
Tricholoma apium
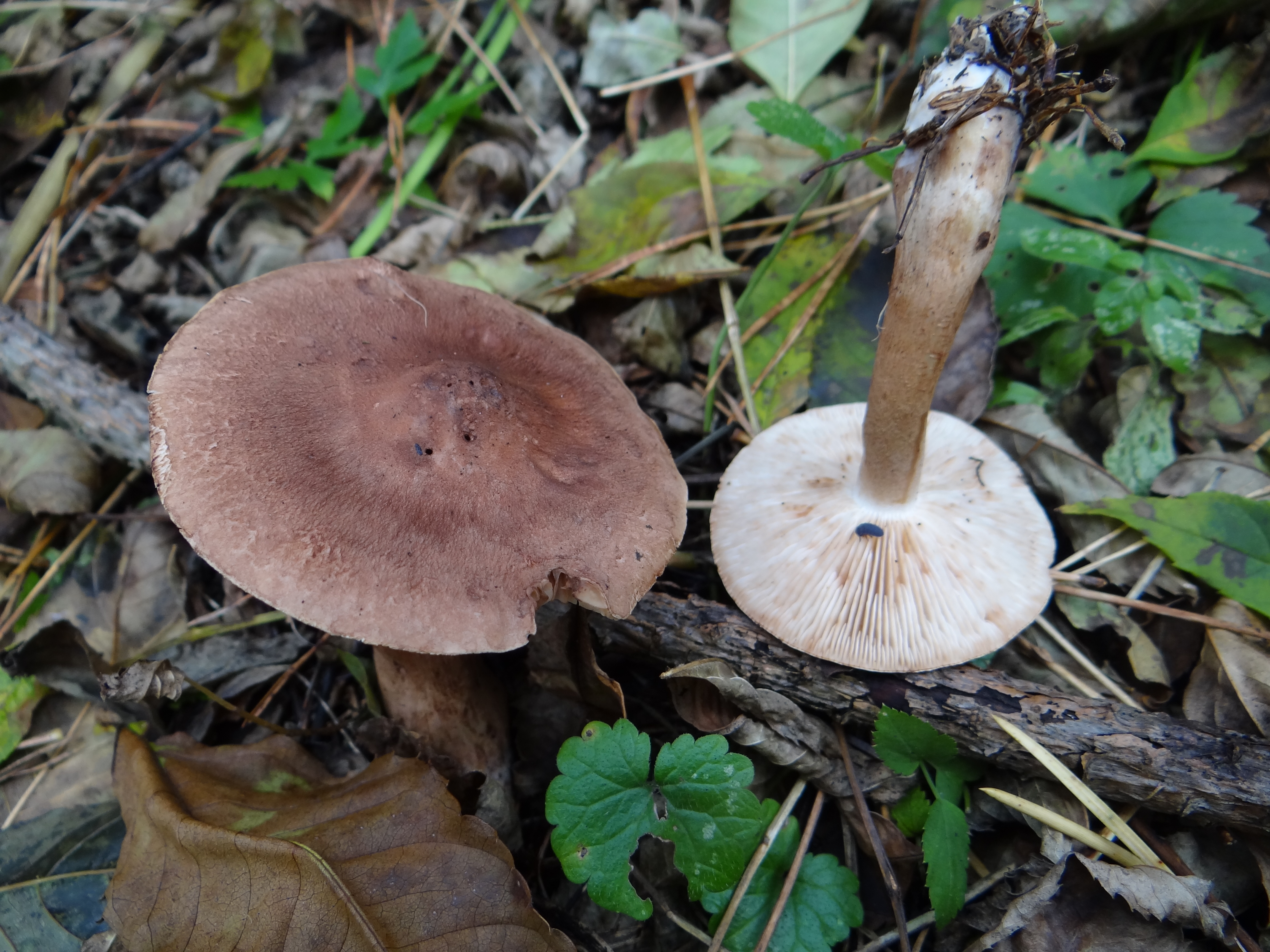
!!Tricholoma batschii!!
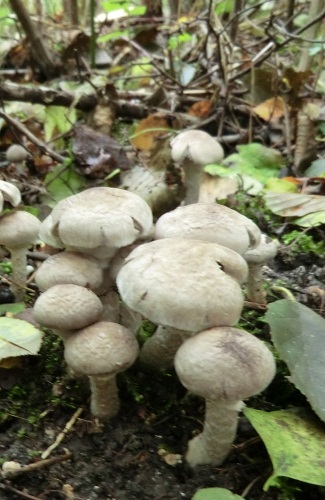
Tricholoma cingulatum
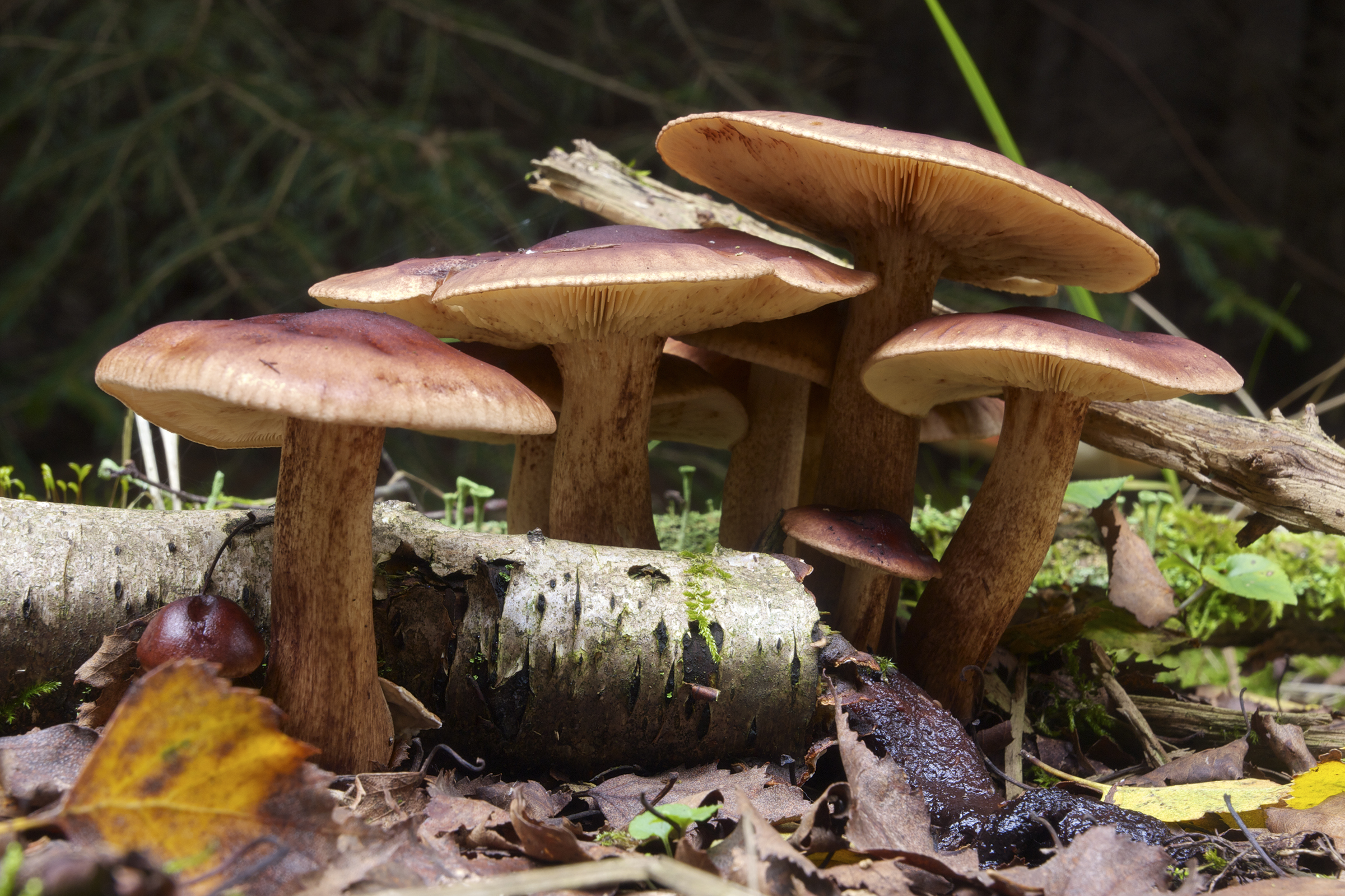
!Tricholoma fulvum!
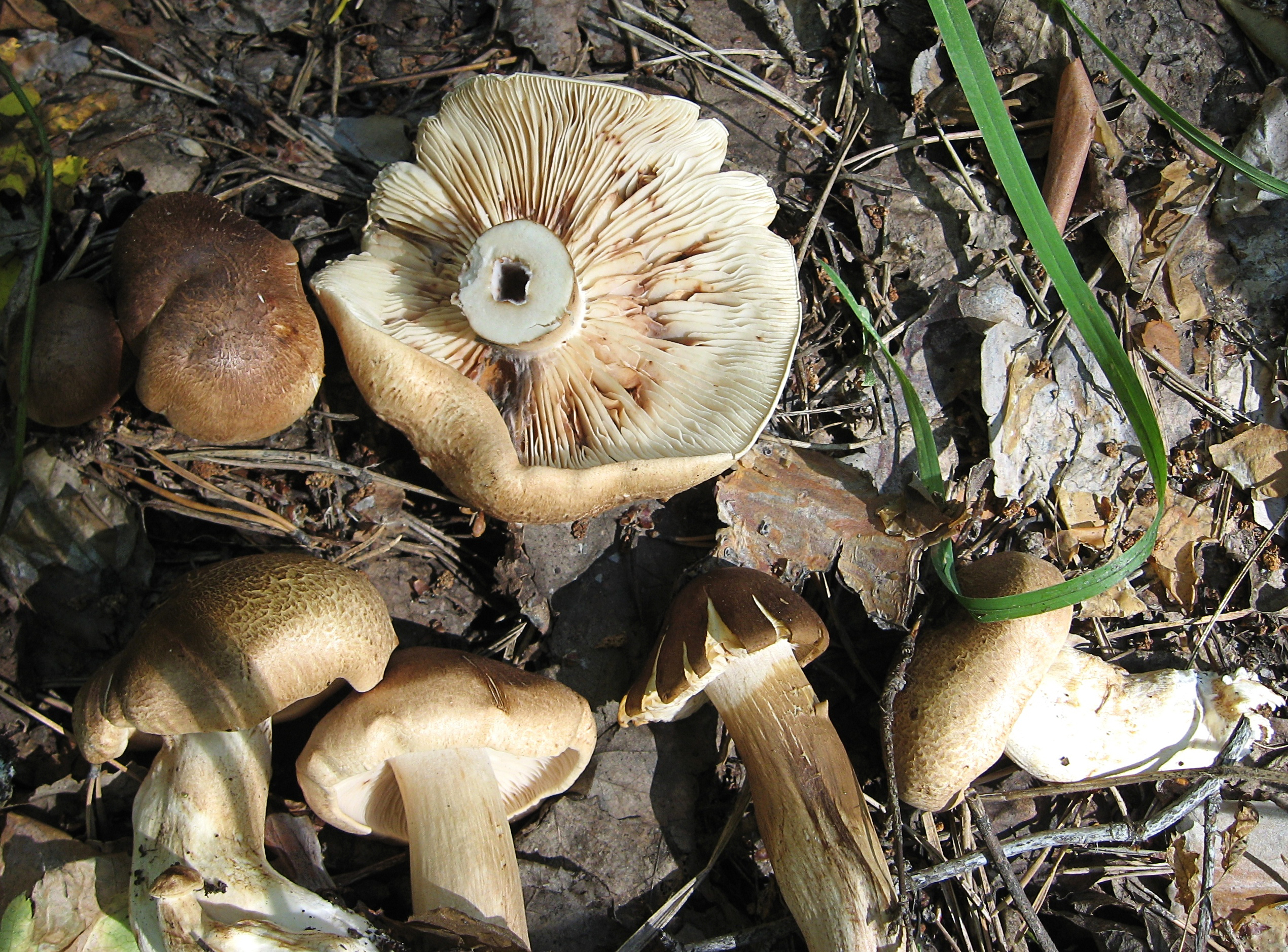
Tricholoma imbricatum
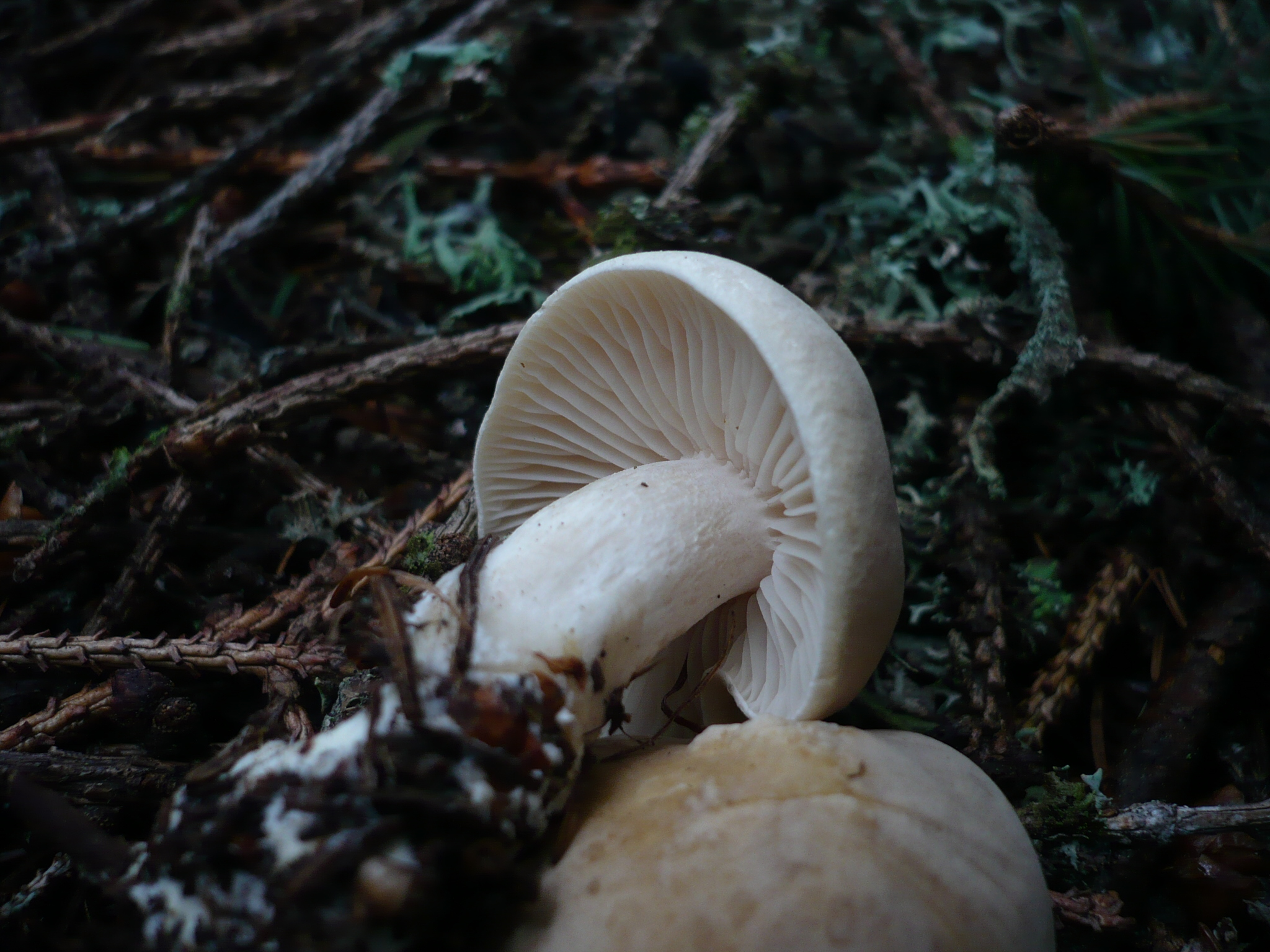
!Tricholoma inamoenum!

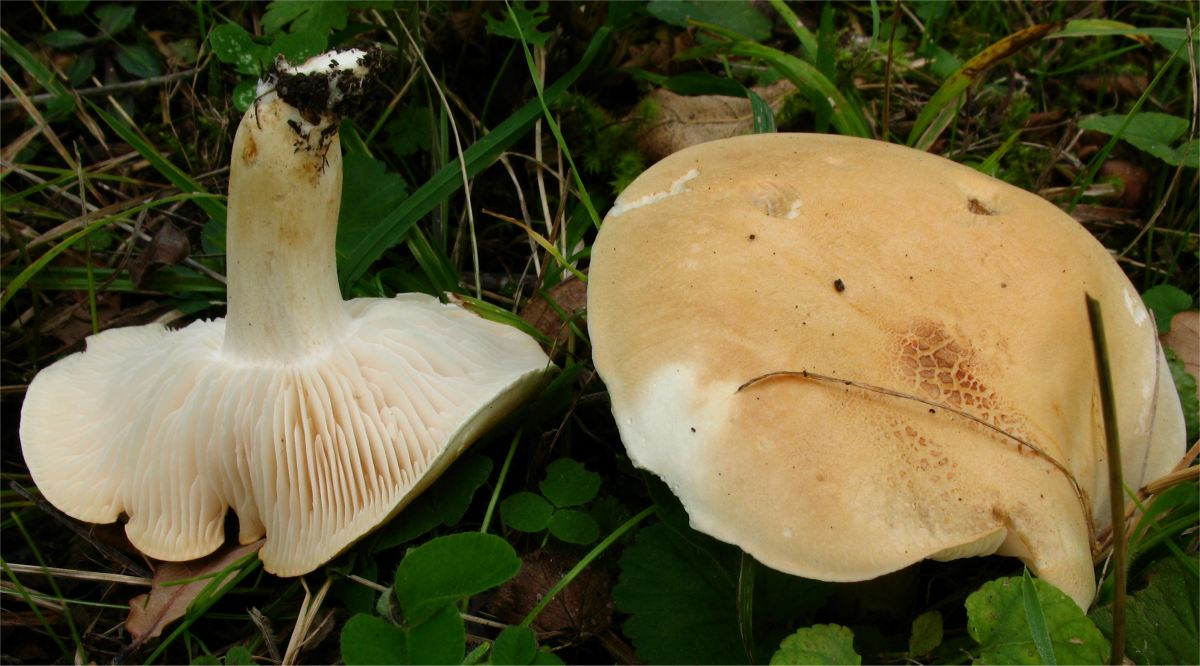
!Tricholoma lascivum!
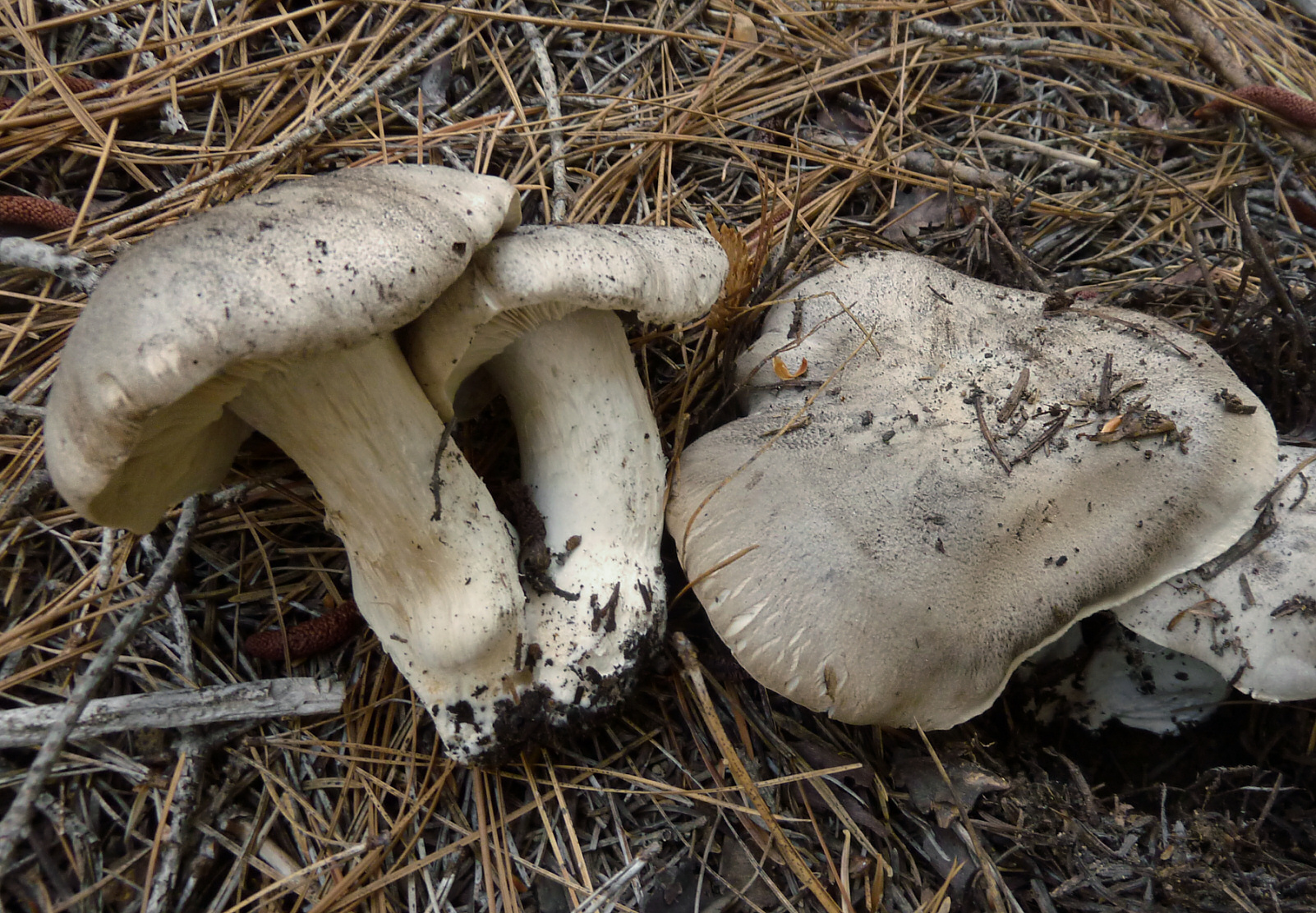
!!Tricholoma pardinum sin. Tricholoma tigrinum!!
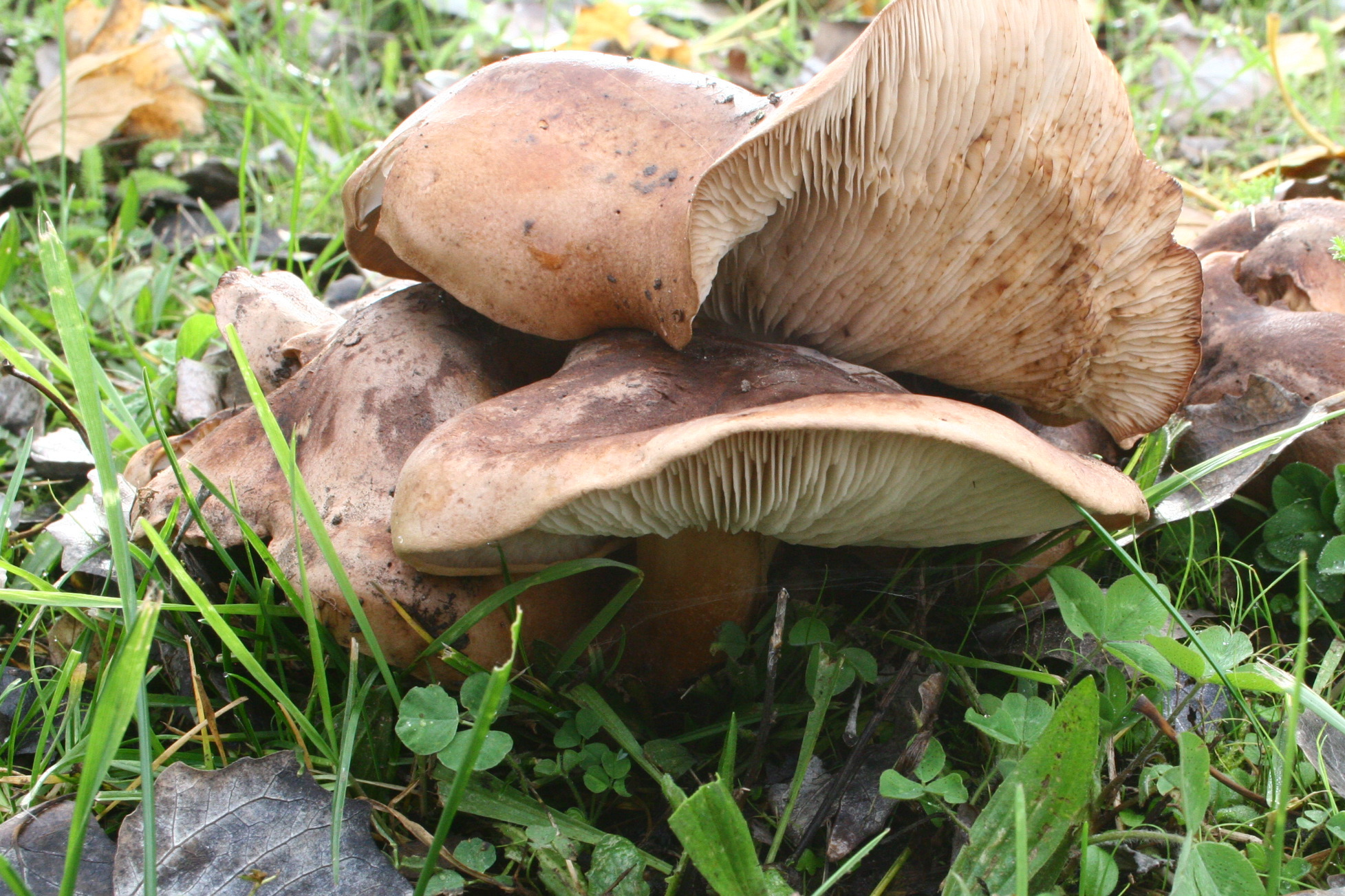
Tricholoma populinum
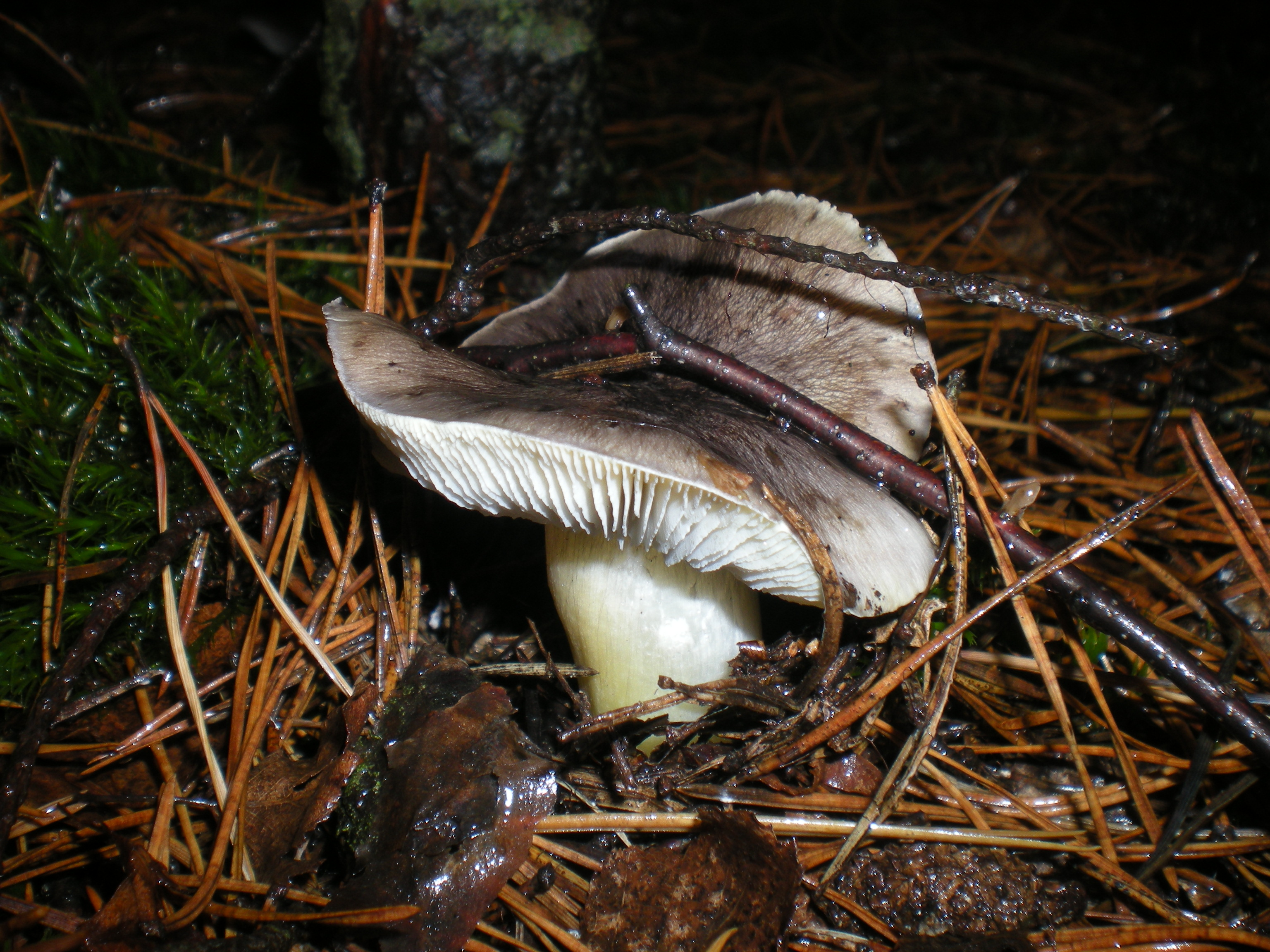
Tricholoma portentosum
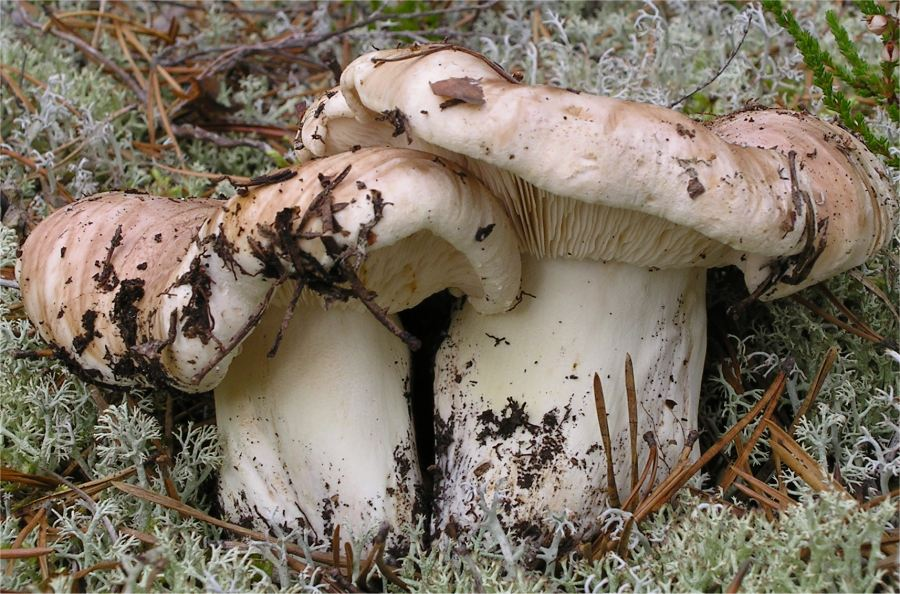
!!Tricholoma roseoacerbum!!
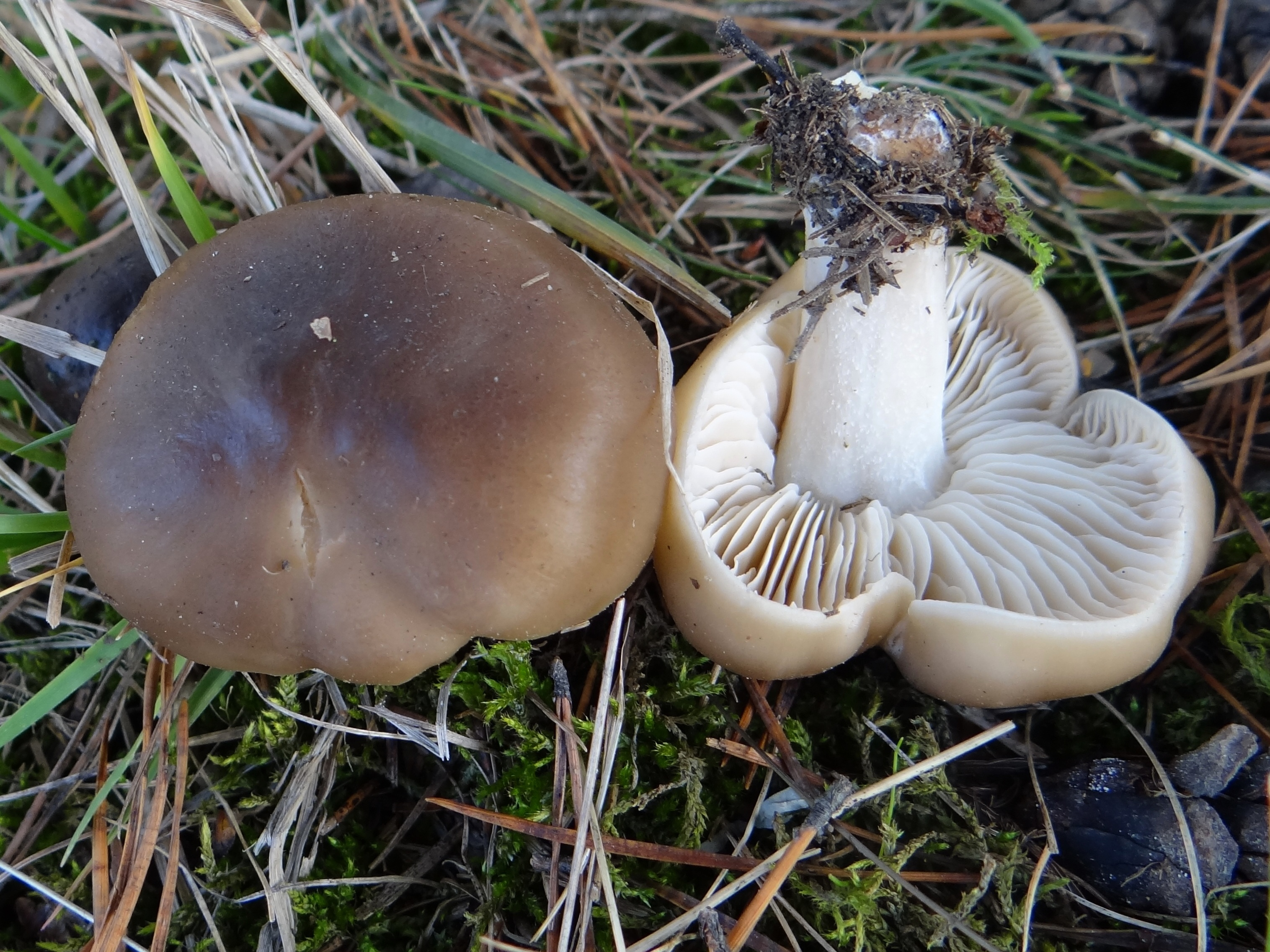
!Tricholoma saponaceum!
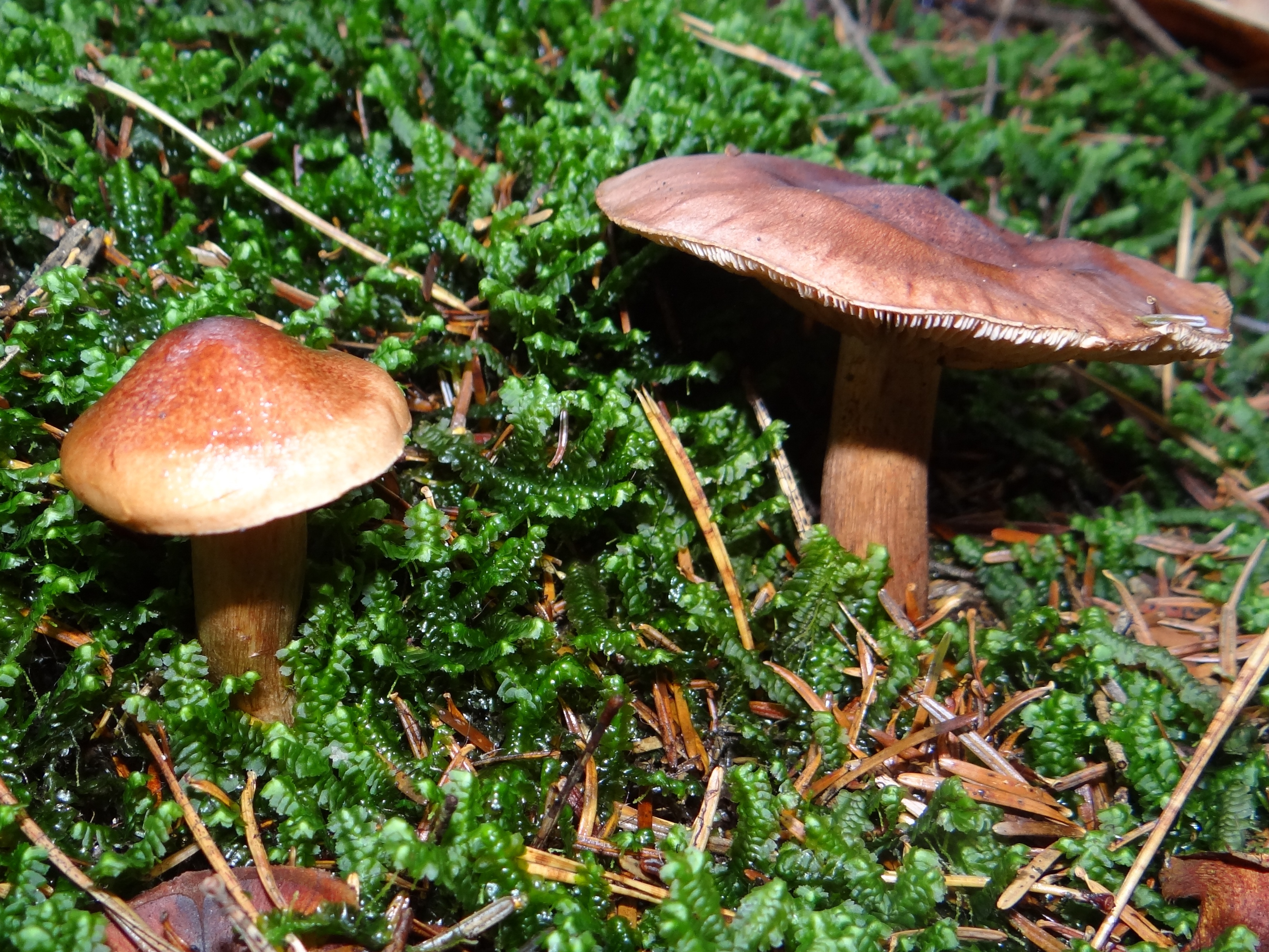
!!Tricholoma ustale!!
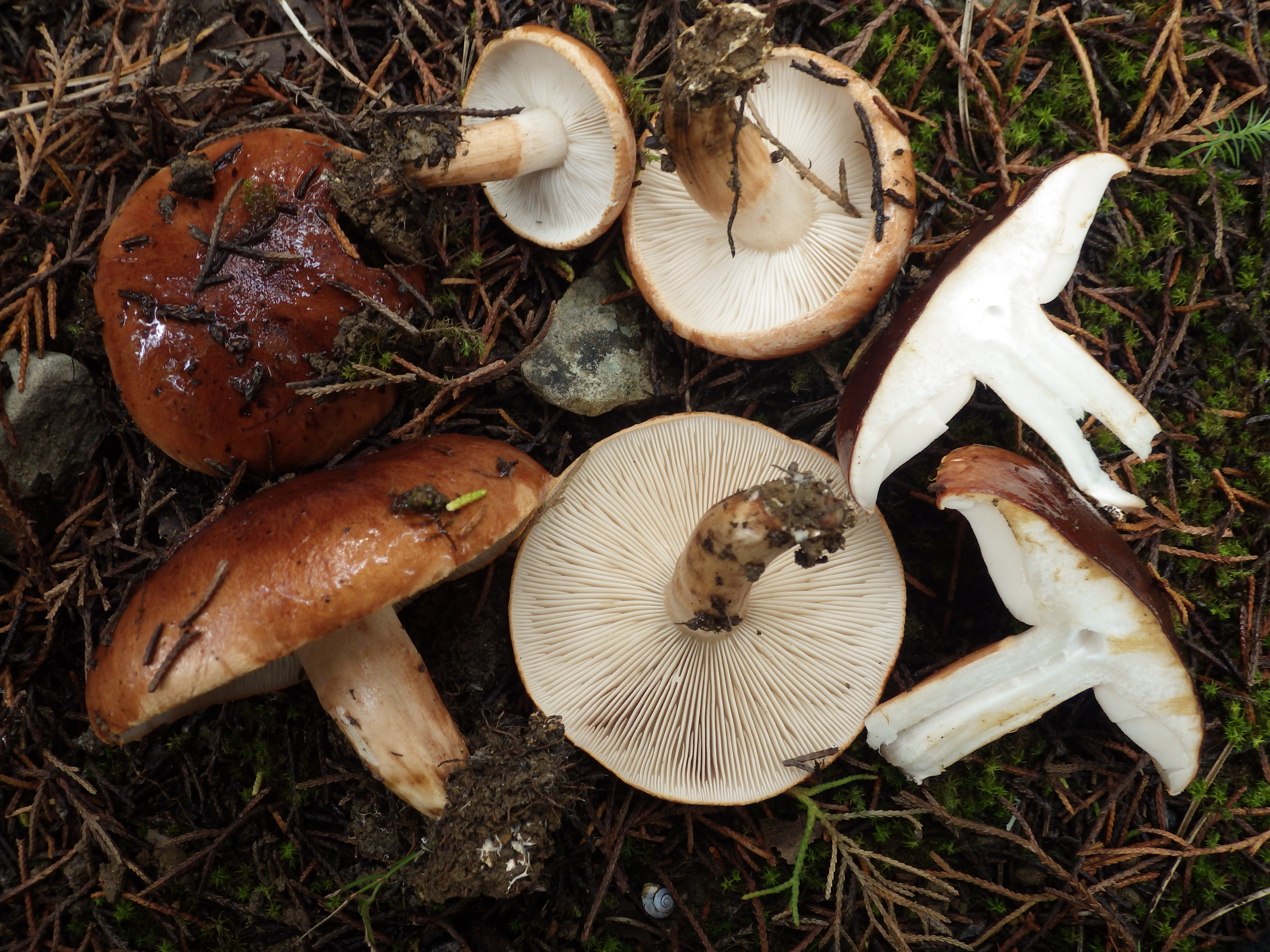
!Tricholoma ustaloides!

## Valorificare
Deși unii autori, de exemplu Bruno Cetto, văd ciuperca comestibilă, consumul nu se recomandă în nici un caz, pentru că amărăciunea cărnii rămâne și după fierbere.
Ciuperca este reprezentată în Lista roșie a IUCN din 2015 drept „specie periclitată”. De acea, dacă ar fi găsită, ea trebuie neapărat cruțată și lăsată la loc.
| Nu mâncați niciodată bureți de genul Tricholoma iuți și/sau amari (nici după însilozare) pentru că provoacă mereu tulburări gastrointestinale, parțial foarte severe. |